# Okolicznik warunku
Okolicznik warunku – część zdania odpowiadająca na pytanie „pod jakim warunkiem”. Często tę rolę pełni zdanie podrzędne okolicznikowe, połączone  z głównym spójnikiem jeżeli, pod warunkiem, że itp.

## Przykłady
- Wyjdę na rower, jeśli przestanie padać.

W powyższym zdaniu złożonym część po przecinku, jest zdaniem okolicznikowym warunku.
- zakładając pół godziny na przejazd tam i z powrotem[2]

Miejsce okolicznika warunkowego w zdaniu podrzędnie złożonym: 